# Herbert Marx (Tischtennisspieler)
Herbert Marx (* Ende Januar 1932) ist ein deutscher Tischtennisspieler mit seinem Leistungszenit in den 1950er Jahren. Er nahm an einer Weltmeisterschaft teil.

## Werdegang
Marx spielte beim Verein TV 1848 Erlangen. Sein erster Erfolg war der Sieg im Doppel der bayerischen Jugendmeisterschaft 1946/47 mit Peter von Pierer, ein Jahr später gewann diese Paarung die deutsche Jugendmeisterschaft. 1951 wurde er bei den Herren bayerischer Meister im Einzel, 1955 im Doppel mit von Pierer. Bereits 1952 hatte er in Ost-Berlin bei den gesamtdeutschen Meisterschaften Bronze im Doppel mit Toni Breumair geholt. In der deutschen Rangliste (ohne DDR) wurde er 1955 auf Platz 10 geführt.
1959 wurde Marx für die Individualwettbewerbe der Weltmeisterschaft in Dortmund nominiert. Hier traf er in der ersten Runde des Einzels auf den Weltklassespieler Hans Alsér, dem er unterlag. Auch im Doppel mit Herbert Mayer schied er in der ersten Runde gegen die Polen Zbigniew Calinski/Janusz Kusinski aus.
1970 wurde er Abteilungsleiter des TV 1848 Erlangen.

## Privat
Mit seiner Schwester Inge gewann er 1952/53 die bayerische Meisterschaft im Mixed.

## Turnierergebnisse
| Verband | Veranstaltung     | Jahr | Ort      | Land | Einzel     | Doppel     | Mixed      | Team |
| ------- | ----------------- | ---- | -------- | ---- | ---------- | ---------- | ---------- | ---- |
| FRG     | Weltmeisterschaft | 1959 | Dortmund | FRG  | letzte 256 | letzte 128 | letzte 128 |      |